# Motoori Norinaga
Motoori Norinaga (本居 宣長?; Matsusaka, 21 giugno 1730 – Matsusaka, 5 novembre 1801) è stato uno scrittore, erudito e intellettuale giapponese della scuola detta Kokugaku del periodo Edo, probabilmente il più conosciuto di tale corrente di pensiero.

## Biografia
Norinaga nasce a Matsusaka nella provincia di Ise (oggi città di Matsusaka nella prefettura di Mie). Secondo figlio di un mercante, fu adottato da una famiglia di artigiani di carta ma il ragazzo, appassionato di libri, non era tagliato per gli affari.
Seguendo il consiglio della madre, all'età di 22 anni Norinaga andò a Kyoto per studiare medicina. In questa città si dedicò anche agli studi di Cinese classico e filologia giapponese sotto la guida del Neo-Confuciano Hori Keizan. Fu in questo periodo che Norinaga scoprì la passione per la letteratura giapponese antica - che anche grazie a lui sarà poi definita letteratura giapponese classica - e si dedicò agli studi di Kokugaku subendo l'influenza di Ogyū Sorai e Keichū.
All'epoca i classici erano di difficile comprensione, a causa del naturale cambiamento della lingua, e lo studio dei classici era spesso sinonimo di studio filologico.
Al ritorno a Matsuzaka, Norinaga iniziò a praticare la medicina (in particolare ciò che oggigiorno chiameremmo pediatria) dedicando il suo tempo libero a letture di classici come il Genji monogatari, il Nihongi o il Kojiki. L'acquisto, all'età di 27 anni, di una gran quantità di libri da Kamo no Mabuchi è a volte indicato come l'inizio ufficiale della sua carriera di intellettuale della scuola Kokugaku.
Nel 1763, Norinaga incontrò Mabuchi quando quest'ultimo visitò Matsuzaka, un incontro che fu poi chiamato "la notte a Matsuzaka". In quell'occasione Norinaga chiese a Mabuchi di supervisionare le sue annotazioni al Kojiki. Mabuchi suggerì a Norinaga di dedicarsi prima allo studio filologico del Man'yōshū per impratichirsi all'uso dell'antica scrittura man'yōgana. Nonostante questo sia stato l'unico incontro tra i due, la loro amicizia e collaborazione continuò a lungo grazie a un'intensa corrispondenza.
Tra i discepoli di Norinaga: Ishizuka Tatsumarō, Nagase Masaki, Natsume Mikamaro, Takahashi Mikiakira e Motoori Haruniwa (il figlio di Norinaga).

## Lavori
Il lavoro maggiore di Norinaga - almeno per l'influenza che ebbe successivamente - è senza dubbio il Kojiki-den (Commentario al Kojiki), redatto in oltre 35 anni. Di grande importanza sono anche le note al Genji monogatari.

## Posizione intellettuale
Norinaga postulò e sostenne l'idea di una purezza caratterizzata da spontaneità naturale dello spirito e dei sentimenti tipica del patrimonio del Giappone antico e ritrovabile nei testi dell'epoca, che contrappose al neoconfucianesimo, percepito come artificioso e straniero. Criticò per questo Ogyū Sorai, accusato di osannare la civiltà cinese.
Fu lo scopritore del sistema a otto vocali del giapponese antico che descrisse nel Kojiki-den e precisamente nel volume 1, Kana no koto.
Gli studi di Motoori furono poi proseguiti dal discepolo Ishizuka Tatsumarō.